# 吾妻號裝甲巡洋艦
吾妻号装甲巡洋舰（日语：／ Azuma ?）是旧日本海軍的一等巡洋舰（装甲巡洋舰）。由于当时的日本尚缺乏建造装甲巡洋舰的工业能力，本舰为日本向法国订购、由在法国圣纳泽尔的卢瓦尔阿特利耶和尚提耶公司建造。吾妻号作为日本六六艦隊计划中所要求的最早一批装甲巡洋舰，参加了日俄战争中的诸多海战。
本舰舰名来源于福岛县北部的吾妻山。本舰为日本海军第二艘以为读音的军舰；初代同音舰为日本第一艘铁甲舰東艦。然而两者虽然读音相同，用字却不一样；本舰汉字写法为。

## 建造背景
在中日甲午战争结束后，1896年日本方面提出了雄心勃勃的海军扩张计划，要求海军的战列舰以及装甲巡洋舰各要达到4艘。由于当时日本欠缺必需的工业能力，所有这些大型军舰都必须向外国购买。而另一方面俄羅斯帝國海軍也在积极扩充海军力量，使得日本认为原定的计划将不足以对抗俄国的海军力量。但是日本迫于经费不足，无力再购置更多的战列舰，因此日本方面转而寻求购买价格相对低廉的装甲巡洋舰，预计要再添购两艘使总数达到6艘。这份经过修订的海军军备计划日后即称为六六艦隊计划。前4艘装甲巡洋舰都是由英国阿姆斯特朗公司建造的，但后两艘则因为国际形势的变化，而需要分别在法国和德国建造。不过日本要求后两舰的建造厂家使用和前4艘相同的英国制武器装备，以确保彈藥供应不会出现问题。
在建造时，日本方面只给各厂家提供了设计草案和各家都必须遵守的要求，其他的部分则交由各厂家自行决定。这几艘巡洋舰与当时世界上流行的用途不同，并非用于交通线破袭或者是殖民地防卫；而是为了给主力舰充当前出侦察，必要时也会用于组成战列线进行主力会战。

## 设计与概述

### 舰型

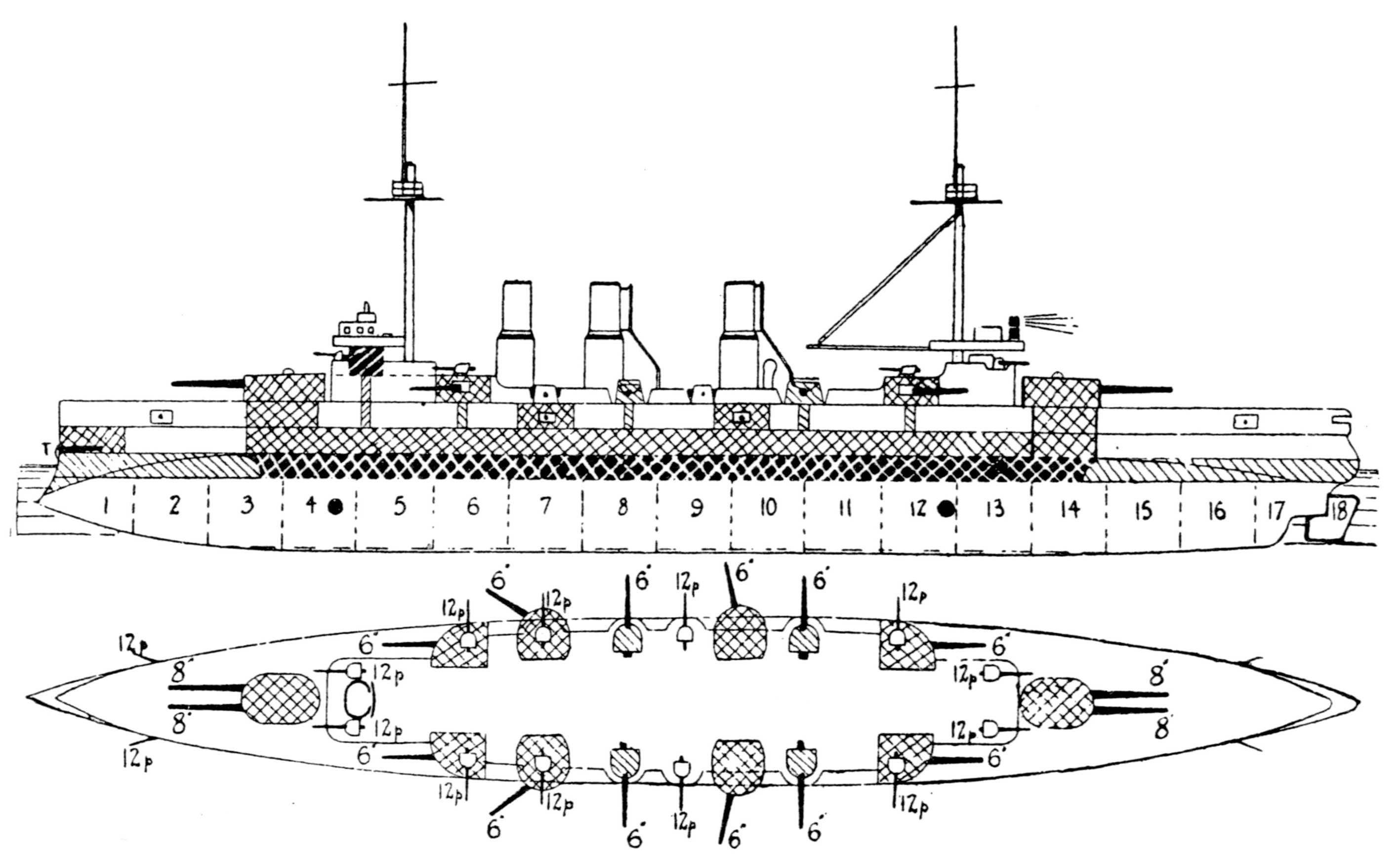
吾妻号的左视图线图，图片来自简氏军舰年鉴1904年

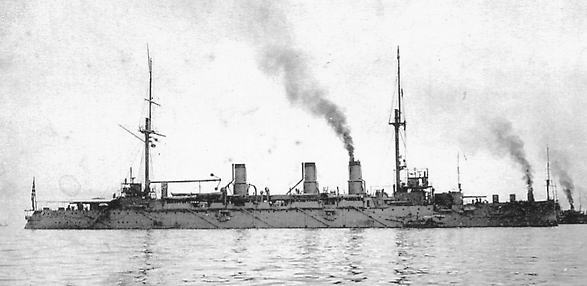
吾妻号的侧面

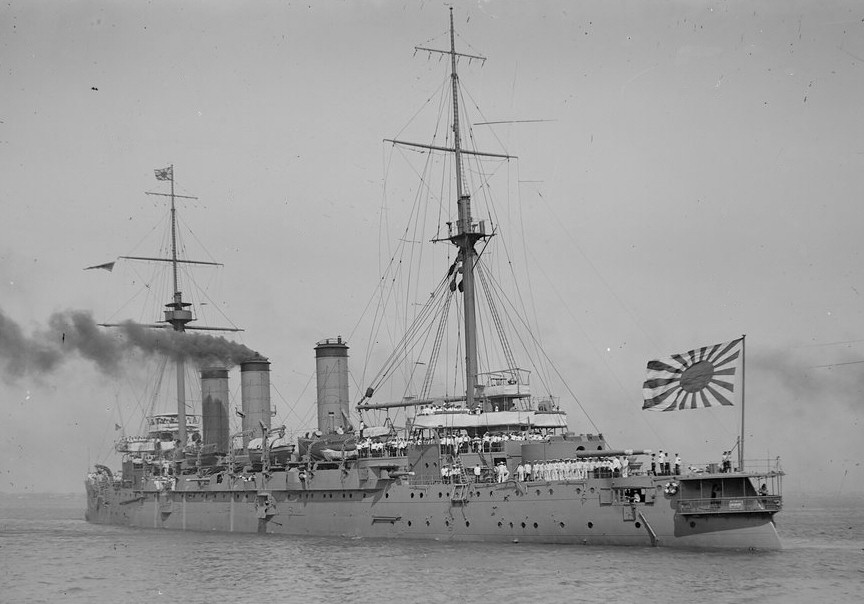
1930年代的吾妻号

本舰的船体外形为典型的平甲板船体，与同期建造的八云类同。本舰是六六舰队中唯一由法国建造的军舰；但与同时期法国自己吨位相仿的装甲巡洋舰相比，吾妻长度要更长一些，而相对的宽度也更窄一些。吾妻还使用了双层船底设计，舰体共分为213个水密隔艙。
吾妻的锅炉室分为两部分布置，前后分离，因此2、3号烟囱的间距比较大，这一点成为了吾妻与同样是3烟囱设计的八云在外观上最明显的区别。此外，吾妻的通风设施是当时法国军舰上常用的法国式烟囱，为吸气和排烟同时进行的双重构造，并配有主动通风装置。而同一时代的英、德、意各国军舰则普遍采取在烟囱旁设立“烟管”式样的通风筒的做法，使得吾妻在当中显得别具一格。不过舰上林立的通风筒在战斗中会把甲板上的火灾或者炮弹的碎片引入舰内，在日俄战争后各国都纷纷进行改造，减少通风筒数量，增加进风装置，而吾妻在设计阶段就已经考虑到这一点了。不过这标志性的双重烟囱后来也進行更换，换成和其他舰艇相同的单排烟的烟囱构造。
吾妻为了加强抗浪性能，采用了比较高的干舷。舰艏并未装设冲角。其203毫米主炮则安装在一座椭圆形的炮塔里。在1号主炮炮塔后方的是连成一体的司令塔和操舵舰桥；再后面是单桅式前桅。在吾妻舰上的3根烟囱之中，2、3号烟囱之间距离比较大。再往后是舰载艇系留地，后桅同时也充当舰载艇起重机的基干；最后则是2号主炮炮塔。
动力部分，吾妻安装了24座当时最新式的法国制贝尔维尔式水管锅炉，为两座直立型三段膨胀式四冲程往复式复合蒸汽引擎提供动力。全舰的动力高达1万7000马力，比准姊妹舰八云的1万5000马力还要高。续航距离为10节航速下7000海里，在当时是非常优秀的续航能力。
不过本舰的贝尔维尔式高压锅炉因为蒸气管道泄漏频发，使得经验不足的日本海军引擎技术人员深受其苦。这一点其实也困扰了日本的海军老师英国海军，然而英国最终放弃了这种形式的锅炉，而日本方面的技术人员在对这种机构熟练了之后倒是给出了相当高的评价。后来吾妻在第一次世界大战期间前往苏伊士运河进行远距离护航，也体现出了这点。

### 武器
吾妻的主炮为新设计的203毫米火炮，安装在椭圆形的双联装炮塔内。炮塔为电力操作，可以左右旋转130度，最大仰角30度、最大俯角5度。炮弹重量113千克，发射速度每分钟1.2发。最大仰角下射程为1万8000米。备弹65发；装弹时需要穿过炮塔地板和甲板的舱门，用电动绞车将炮弹从舰内的弹药库提取上来；装填为人力操作。
至于150毫米单装副炮，在每边的甲板炮郭安装两门、舷侧安装4门，计每舷6门、全舰共12门；在甲板上的副炮装有炮盾。最大仰角20度、最大俯角5度；炮弹重量100英磅（45），射速每分钟5发，而熟练的炮手可以达到每分钟7发。最大仰角下射程为9140米。
另外为了应对水雷艇的威胁，在舰艏、舰艉以及上甲板共安装了12门76毫米速射炮；前桅、后桅以及上甲板则共计安装12门47毫米速射炮，这一点和准姊妹舰八云相同。
舰上还装设了5具鱼雷发射管，舰艏一座、舷侧水下4座。配套使用的三〇式鱼雷弹头为100千克，有三种速度设置：27节下800米、23.6节下1000米，以及14.2节下3000米。

### 装甲
六六舰队中的装甲巡洋舰都使用基本相同的装甲配置方案，但有些许修改；最主要的不同之处是后4艘使用了克虏伯渗碳装甲。水线装甲带纵贯全舰，厚度从舰舯的178毫米逐渐过渡到艏艉的89毫米。装甲带高2.13米，其中平时有1.5米在水下。从水线装甲带到主甲板之间的装甲厚度为127毫米，这段装甲长61.49米，囊括了前后两座主炮炮塔。不过主装甲盒的前部只有76毫米的装甲充当水密艙壁。
舰上的炮塔、炮座以及炮郭前盾均有152毫米装甲，而炮郭的侧面和后方就只有51毫米。甲板厚63毫米，司令塔则高达356毫米。

## 舰历

### 建成至日俄战争
吾妻的建造合同签订于1897年10月12日，1898年2月1日，法国卢瓦尔阿特利耶和尚提耶公司的圣纳泽尔造船厂开始铺放龙骨。1899年6月24日，本舰建成下水。1900年7月28日，舾装完成；次日开始返回日本。同年10月29日，吾妻返抵日本。
1903年下半年，日俄之间围绕朝鲜和满洲地区的权益冲突愈演愈烈，战争已经迫在眉睫。12月下旬，日本海军将常備艦隊解散，重新编成为第一、二、三舰队，其中第一、第二舰队编组为联合舰队。吾妻编入第二舰队第二战队（装甲巡洋舰编队）。
1904年2月8-9日夜间，联合舰队的驱逐舰趁夜色对正驻扎在旅顺港（俄方称“亚瑟港”）的俄国太平洋舰队旅顺分舰队发动突袭，日俄战争爆发。时任联合舰队司令东乡平八郎海军中将判断夜间的鱼雷袭击对俄军造成了重大损失，于是在2月9日凌晨下令第一（战列舰编队）、第二、第三战队（防护巡洋舰编队）入港强攻。然而日军的夜间袭击实际上成效并不显著，次日主力突袭时，俄国人已经从最初的混乱之中反应了过来。日军舰艇逼近当时，正在沿岸进行巡逻的俄国防护巡洋舰博雅林号发现其行蹤，并通知了港内的俄军。东乡下令用各舰的主炮攻击岸防设施，而只用副炮攻击俄舰；事后证明这一道命令相当失策，日军舰艇上的副炮对俄军舰艇杀伤有限，使得俄军能集中舰艇火力进行还击，对日军造成了一定的损伤。双方都有大量舰艇遭到了炮击，直到东乡下令撤退为止，俄方战死150人左右，而日军则损失大约90人。
同年3月初，第二战队司令上村彥之丞海军中将受命对俄国在远东的另一个海军基地符拉迪沃斯托克（中文旧称“海參崴”）进行出击，以分散俄军驻扎在此地的太平洋舰队分队的注意力。3月6日，日军侦察了符拉迪沃斯托克港口一带的俄军舰只情况，随后对港口进行了炮击，然而无甚成效。第二战队在返航的路上接到命令，要护送装载着近衛師團的船队到达朝鲜，然后再回旅顺与正在此地实施封锁行动的其他舰艇会合。4月中旬，上村再次得到命令要搜捕驻扎在符拉迪沃斯托克的俄军太平洋舰队独立巡洋舰中队，护卫日本海以及朝鲜海峡。其时这支实力并不强的俄军分队由卡尔·耶森海军少将率领，多次对日本沿海地区进行袭扰，同时对日本的商船队开展破袭战。4月24日两支舰队曾一度非常接近，但由于浓雾的影响，双方擦身而过，都没有发现对方。日军再次抵达符拉迪沃斯托克，进行了一番布雷作业后，就返回朝鲜元山市。
同年6月15日，耶森率领舰队在隱岐之島町以西袭击了一支日本运输船队，击沉常陆丸。第二战队奉命拦截，但由于大雨和浓雾，没有追上俄军舰艇。当月30日耶森再次出动，次日傍晚上村终于赶上了俄国人，但由于天色已晚，双方接触不久即已日落，耶森其后乘夜色遁去。同年7月17日，耶森再度出击，前往日本东部沿海进行袭扰，试图迫使日军分出部分在黄海的舰艇回援。19日俄军舰队穿过了津轻海峡，捕获了数艘日本船只。24日俄舰甚至出现在了東京灣外；此事使得軍令部大为震惊，要求上村率舰队在九州岛的都井岬堵截俄舰，惟恐耶森想绕过日本前往旅顺与主力会合。26日上村受命赶往紀伊水道，28日又要赶到东京湾去，30日目的地则又变成是对马。在30日当天晚些时候，上村终于得到消息，俄军的巡洋舰队已经穿过津轻海峡。耶森舰队在8月1日回到符拉迪沃斯托克。
同年8月10日，驻扎在旅顺的俄国太平洋舰队主力企图突破日军舰队的封锁，前往符拉迪沃斯托克，但在途中遭遇日军拦截，黄海海战爆发。战斗结束后俄国旅顺舰队再次退回旅顺港内。另一边，9日午夜耶森才收到命令要前去与突围的旅顺舰队会合。他手上的3艘老式装甲巡洋舰（俄罗斯号、留里克号、格罗莫鲍伊号）花了不少时间进行加煤和补给，因此比旅顺分舰队晚了15个小时才出港。即便如此，黄海海战失利、旅顺分舰队突围失败的消息依然在符拉迪沃斯托克分舰队出发后才送达港口，而耶森等人并没有收到这一消息。
14日午夜前后，耶森抵达釜山附近，但没有看见任何友军舰艇的迹象，于是返航。另一方面，上村正率领着第二战队（序列旗舰出云、吾妻、常磐、磐手）在海峡一带巡逻试图拦截任何俄方舰船。双方在夜间擦肩而过，都没有看到对方。14日清晨，双方在折返后在对马岛以北约60公里处遭遇彼此。此时日舰占据了有利的位置，正好位于俄舰返回基地的必经之地。04:30，第二战队首先辨认出3艘不明蒸汽船；俄军稍晚一些，在04:50也准确识别出了来者的舰型。05:20日舰首先开火，05:23时俄舰在约8500米的距离上反击。吾妻主要射击俄舰序列第二的格罗莫鲍伊号；后面的常磐、磐手则集中攻击俄军最弱的留里克号。05:52留里克号舰艏受到来自常磐的一发命中，一号锅炉舱受损，动力大减，并逐渐掉队。耶森闻讯多次采取机动，试图掩护留里克号，好让留里克号有机会进行抢修，然后一起脱离；而上村则谨慎地让第二战队紧盯着俄罗斯号和格罗莫鲍伊号进行运动，担心两舰来丢下留里克号脱离。06:10过后，吾妻引擎一度发生故障，迫使第二战队减速以进行配合。8时过后，日军两艘老式防护巡洋舰（浪速、高千穂）赶到，接过了对留里克号的攻击任务，上村的四艘装甲巡洋舰得以放手攻击耶森的两艘舰艇。双方进行了为时大约1个半小时的追逐战，俄舰屡次中弹，航速降低到15节。不过吾妻的引擎再次出现故障，其阵位由常磐代替。10:00，上村获报旗舰的弹药库存告急，遂放弃追击返回。当天海战中日舰对俄舰给予了沉重的打击，自身损伤不大；吾妻舰上只有8人受伤。
同年12月30日，吾妻、浅间奉命在津轻海峡一带巡逻，以拦截可能逃向符拉迪沃斯托克的俄舰。到次年2月中旬，磐手接替了吾妻的任务，而吾妻则返港进行休整。
1905年5月27日，由齐诺维·罗杰斯特文斯基海军少将率领、从波罗的海出发的俄国第二、第三太平洋舰队抵达对马海峡，对马海峡海战（日方称“日本海海战”）爆发。当天上村彦之丞接到发现俄舰踪迹的报告后，率领第二战队紧跟着第一战队出动（序列第二舰队旗舰出雲、吾妻、常磐、八雲、淺間、第二战队旗舰磐手）。14:05第一战队开火后，第二战队也向俄舰靠拢。14:15吾妻向6000米外的苏沃洛夫公爵号射击。14:35苏沃洛夫公爵号向第二战队驶来，正好横在出云右舷位置5000米左右，第二战队趁机对其倾泻火力。苏沃洛夫公爵号在遭到集中打击后燃起大火，浓烟笼罩了舰体，第二战队调转炮口对准跟在后面的奥斯利雅维亚号和亚历山大三世号。双方在仅4000-4500米距离上互相炮战，14:50左右奥斯利雅维亚号起火失控脱离队列。这一阶段第二战队受伤总体轻微（仅5号舰浅间退出队列抢修），14:50一发305毫米炮弹击中吾妻的后部主炮炮塔，后部主炮失灵。14:58第一战队一齐左转，这时第二战队发现俄舰正在右转，于是上村下令停止跟随第一战队的动作，而是直接越过第一战队后尾，逼近到3000米距离进行攻击，同时也右转调头向东南，试图堵截俄舰去路。亚历山大三世号带领俄舰向西南退避，双方逐渐拉大了距离。15:10第二战队左转180度，追击俄舰。15:26第二战队将距离拉近到3100米，以左舷应战。但战场上烟雾缭绕，难以辨别俄舰方位。15:34第二战队突然在滚滚浓烟中发现苏沃洛夫公爵号，距离仅2000米，接下来有5分钟左右都在向其射击。此时苏沃洛夫公爵号上层建筑全毁，仅剩后部少量小口径火炮在还击，第二战队遂放弃这一目标，继续搜寻俄舰主力。然而同一时间俄舰主力却在第二战队后方经过，受到烟雾、尤其是苏沃洛夫公爵号的浓烟的掩盖，第二战队对此浑然不觉。15:47第二战队右转航向东北，16:02重新发现俄舰主力，距离5000米，并立即开始炮击。俄舰右转，16:30第二战队再度丢失目标。16:47南边传来炮声，第二战队前出至第一战队左前方前往寻找。17:00左右第二战队发现了第三、第四战队正在与俄舰苦战，数分钟后也加入战团。17:30上村率领战队前去追击俄军巡洋舰，但没有成功。18:03上村放弃追击，率队往北返回，准备重新与日军主力舰会合。18:15第二战队发现数艘俄舰，殿后的为装甲巡洋舰纳希莫夫海军上将号。18:30第二战队在8000-9000米时向俄舰开火。由于当时战场混乱，能见度也不佳，无法确认日军巡洋舰舰队此番攻击的成果。19:30第二战队停止炮击，返回与东乡会合。当天吾妻的中弹记录包括7发大口径炮弹（大多为305毫米炮弹）、4发203毫米炮弹以及大约4发75毫米炮弹，但无一造成严重损伤，只有一门152毫米炮和一门76毫米炮损坏，10人死亡、副舰长以下30人负伤。
次日凌晨，日军发现了残存的俄军主力舰，遂于10:30前后展开攻击。日舰一直保持着距离进行炮击，使得俄舰无法有效还击。此时尼古拉·涅鲍加托夫海军少将接替罗杰斯特文斯基临时接掌舰队指挥权；他鉴于旗下舰艇既不能逃走，也无法还击，只能向日军投降。
同年6月14日，日本方面重新编组各部舰艇，八云、吾妻、春日、日进四舰作为新的第五战队，编入片冈七郎海军少将指挥的第三舰队旗下。其后吾妻随第三舰队支援了日军对库页岛（俄方称“萨哈林岛”、日方称“樺太島”）的登陆作战。

### 日俄战争后
1912年4月20日，吾妻转为训练舰使用，为海軍兵學校的學員进行远洋航海和军官训练。同年12月5日至次年4月21日，吾妻与防护巡洋舰宗谷一同展开了首次远洋航海训练，前往澳大利亚和东南亚。吾妻在训练舰生涯内总共进行了5次类似的远洋航海训练。
1913年5月1日，吾妻退出训练中队，直至12月1日，重新作为训练舰。
1914年4月20日至8月11日，吾妻再度进行远洋航海训练，这次是和浅间一道，去往北美和夏威夷。8月18日，吾妻再次退出训练中队。
1915年9月1日，吾妻再次回归训练中队，为其第三次远洋航海训练做准备。
1916年4月20日至8月22日，吾妻完成了其第三次远洋航海训练。这次依然是对澳大利亚和东南亚进行访问。9月，吾妻在完成第三次训练任务后退出训练中队。同年12月1日，吾妻獲指定为第2水雷战队（驱逐舰为主的舰队）旗舰。
1917年3月8日，时任美国驻日本大使乔治·格思里于任内逝世。同月28日，吾妻交出第2水雷战队旗舰的位置，改为执行外交任务，运送格思里大使的遗体回美国旧金山，以示尊敬。同年8月4日，吾妻重返第2水雷战队旗舰的岗位。
1918年1月24日，吾妻再度解除水雷战队旗舰的指定。8月10日重新转入训练中队。
1919年3月1日，吾妻与常磐一道进行第四次远洋航海训练，目的地同样是澳大利亚和东南亚；7月26日返回。同年11月24日，吾妻进行其第五次远洋航海训练，这次依然是与常磐一道，去往地中海。
1920年5月20日，吾妻结束了其第五次远洋航海训练。6月6日，吾妻转出训练队。
1921年9月1日，吾妻重新歸類為“一等海防舰”，用于近岸防御用。此时吾妻的引擎已经相当老旧，因此在一周后由舞鶴鎮守府用作训练舰。
1924年，吾妻接受了改装，拆除了4门76毫米炮和全部47毫米速射炮，而改为安装一门三年式40倍径80毫米高射炮。此外亦拆除了三具鱼雷管。
1927年10月1日，吾妻作为舞鹤轮机学校的静止训练舰使用。
1930年，吾妻再度进行改装，更换了锅炉，使出力降低到9400马力，速度降低到16节。本次改装中又再拆除1门152毫米炮和1门76毫米炮。
1941年，吾妻从海军舰艇名录中除籍，舰上的武器也全部拆除拆除。
1945年7月18日，吾妻在横须贺空袭中受到美军特混舰队TF38的重创，坐沉在港内。
1946年，吾妻在打捞出海后解体。

## 历任舰长
以下根据《日本海軍史》第9、第10卷《将官履歴》一节，以及《官報》整理。各人军衔为就任时的情况。

### 返航委员长
- 小仓鋲一郎 海军大佐：1899年5月1日 - 1900年3月14日

### 舰长
- 小仓鋲一郎 海军大佐：1900年3月14日 - 1902年5月24日
- 成田胜郎 海军大佐：1902年5月31日 - 1903年10月15日
- 藤井较一 海军大佐：1903年10月15日 - 1905年1月12日
- 村上格一 海军大佐：1905年1月12日 - 8月5日
- 井手麟六 海军大佐：1905年8月5日 - 1906年8月30日
- 石桥甫 海军大佐：1906年8月30日 - 12月24日
- 上泉德弥 海军大佐：1906年12月24日 - 1908年8月28日
- 久保田彦七 海军大佐：1908年8月28日 - 1909年2月14日
- 築山清智 海军大佐：1909年2月14日 - 1909年10月1日
- 栃内曽次郎 海军大佐：1909年10月1日 - 12月1日
- （兼）山中柴吉 海军大佐：1910年2月16日 - 4月9日
- 花房祐四郎 海军大佐：1910年4月9日 - 6月22日
- （兼）山中柴吉 海军大佐：1910年6月22日 - 7月25日
- 笠间直 海军大佐：1910年7月25日 - 1911年4月1日
- （兼）土山哲三 海军大佐：1911年4月1日 - 5月23日
- 岩村团次郎 海军大佐：1911年5月23日 - 1913年5月24日
- 佐藤皐藏 海军大佐：1913年5月24日 - 1914年8月23日
- 三村锦三郎 海军大佐：1914年12月1日 - 1915年1月25日
- 竹内重利 海军大佐：1915年4月12日 - 1915年12月12日
- 饭田久恒 海军大佐：1915年12月12日 - 1916年12月1日
- 新纳司 海军大佐：1916年12月1日 -
- 饭田延太郎 海军大佐：1918年7月1日 - 1919年8月5日
- 原田正作 海军大佐：1919年8月5日 - 1920年10月1日
- 秋元秀太郎 海军大佐：1920年10月5日[50] -
- 副岛庆一 海军大佐：不詳 - 1921年12月20日[51]
- 加藤弘三 海军大佐：1921年12月20日[51] - 1922年11月20日[52]
- 高桥宗三郎 海军大佐：1922年11月20日[52] - 1923年11月10日[53]
- 吉田茂明 海军大佐：1923年11月10日[53] - 1924年12月1日[54]
- （兼）汤地秀生 海军大佐：1924年12月1日 - 1925年4月15日
- 长井实养 海军中佐：1925年4月15日[55] - 1925年8月1日[56]
- 三矢四郎 海军大佐：1925年8月1日[56] - 1927年12月1日[57]
- 江头贞三 海军中佐：1927年12月1日[57] - 1929年11月30日[58]
- 山内裳吉 海军中佐：1929年11月30日[58] - 1930年12月1日[59]
- 楠冈准一 海军大佐：1930年12月1日[59] - 1931年12月1日[60]
- （兼）武藤浩 海军大佐：1931年12月1日[60] - 1932年4月1日[61]